# Nancy Binay

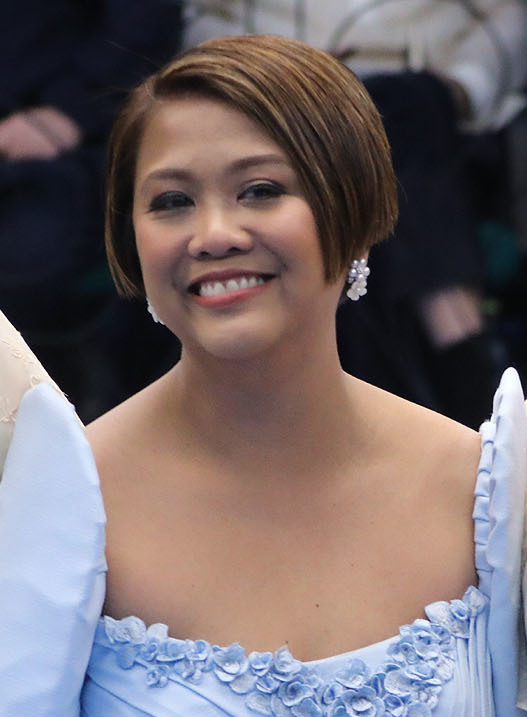
Nancy Binay (23. Juli 2018)

Maria Lourdes Nancy Sombillo Binay (* 12. Mai 1973 in Makati City, Metro Manila) ist eine philippinische Politikerin der United Nationalist Alliance (UNA), die seit 2013 Mitglied des Senats der Philippinen (Senado ng Pilipinas) ist.

## Leben

### Familie, Studium und berufliche Tätigkeiten

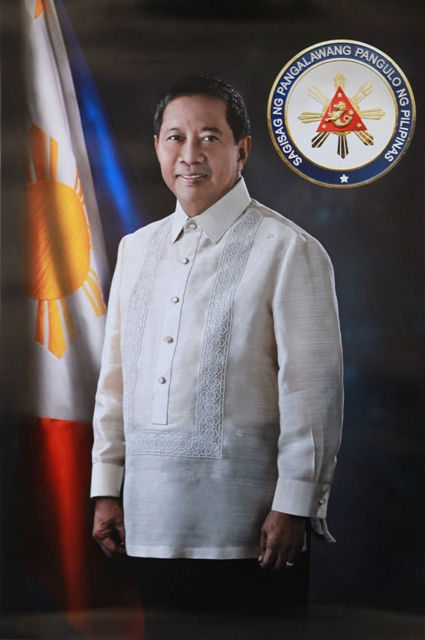
Nancy Binay ist die älteste Tochter von Jejomar Binay, der unter anderem zwischen 2010 und 2016 Vizepräsident der Philippinen war.

Maria Lourdes Nancy Sombillo Binay stammt aus einer Politikerfamilie und ist die Tochter von Jejomar Binay (* 1942), der von 1986 bis 1987, 1988 bis 1998 sowie 2001 bis 2010 Bürgermeister von Makati City sowie zwischen 2010 und 2016 Vizepräsident der Philippinen war, und dessen Ehefrau Elenita Binay (* 1943), die von 1998 bis 2010 ebenfalls Bürgermeisterin von Makati war. Ihre jüngere Schwester Abigail Binay (* 1975) war zwischen 2007 und 2016 Mitglied des Repräsentantenhauses (Mababang Kapulungan ng Kongreso) und ist seit 2016 Bürgermeisterin von Makati City. Ihr jüngerer Bruder Jejomar Binay Jr. (* 1977) war von 2010 bis zu seiner Amtsenthebung 2015 ebenfalls Bürgermeister von Makati City.
Nancy Binay selbst begann nach dem Besuch des St. Scholastica’s College 1991 zunächst ein Studium der Wirtschaftswissenschaften an der Universität der Philippinen (UP), wechselte dort das Studienfach und schloss 1997 ein Studium im Fach Tourismus mit einem Bachelor of Science in Tourism ab. Nachdem sie von 1998 bis 2001 Assistentin ihrer Mutter im Amt der Bürgermeisterin von Makati City war, widmete sie sich nach der Heirat mit dem Bau- und Immobilienunternehmer Jose Benjamin Angeles der Betreuung und Erziehung der vier gemeinsamen Kinder. Im Jahr 2010 wurde sie Assistentin ihres Vaters, des nunmehrigen Vizepräsidenten.

### Senatorin
Bei der Senatswahl vom 13. Mai 2013 wurde sie für die UNA mit dem fünftbesten Ergebnis der zwölf zu vergebenen Plätze (16.812.148 Stimmen, 41,88 Prozent) erstmals als Senatorin gewählt. Während ihrer ersten sechsjährigen Legislaturperiode war sie als Nachfolgerin von Loren Legarda vom 25. Juli 2016 bis zu ihrer Ablösung durch Imee Marcos am 30. Juni 2019 Vorsitzende des Ausschusses für Kulturgemeinschaften (Cultural Communities Committee). Seit dem 25. Juli 2016 ist sie zudem als Nachfolgerin von Lito Lapid Vorsitzende des Tourismusausschusses (Tourism Committee).
Bei der Senatswahl am 13. Mai 2019 wurde Nancy Binay für die UNA mit 14.504.936	Stimmen (30,67 Prozent) zwar für eine zweite sechsjährige Amtszeit wiedergewählt, erreichte aber dieses Mal nur den zwölften und damit den letzten der zu vergebenen Sitze. In ihrer zweiten Wahlperiode fungierte sie zunächst als Nachfolgerin von Bam Aquino zwischen dem 22. Juli 2019 und ihrer Ablösung durch Alan Peter Cayetano am 30. Juni 2022 als Vorsitzende des Ausschusses für Wissenschaft und Technologie (Science and Technology Committee). Seit dem 25. Juli 2022 ist sie als Nachfolgerin von Manny Pacquiao Vorsitzende des Ausschusses für Ethik und Privilegien (Ethics and Privileges Committee) sowie zugleich als Nachfolgerin von Panfilo Lacson seit dem 25. Juli 2022 auch Vorsitzende des Rechnungsprüfungsausschusses (Accounts Committee). Sie ist des Weiteren Vizevorsitzende der Ausschüsse für soziale Gerechtigkeit, Fürsorge und ländliche Entwicklung (Social Justice, Welfare and Rural Development Committee) und Energie (Energy Committee) sowie Co-Vorsitzende des Gemeinsamen Aufsichtsausschusses des Kongresses für Tourismus (Joint Oversight Committee on Tourismus).

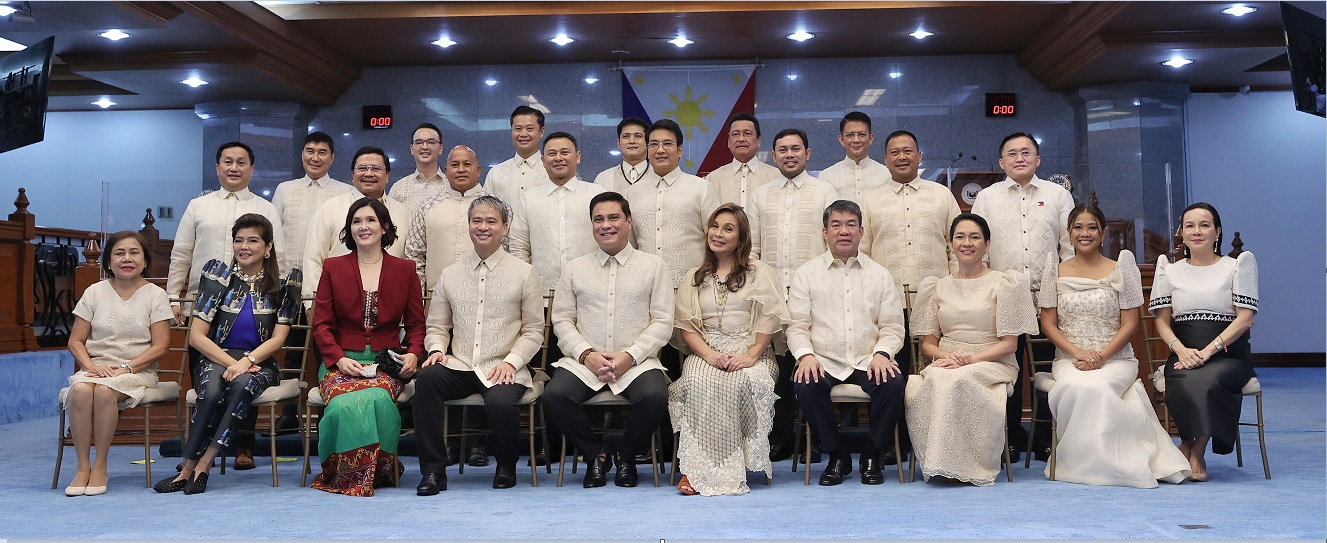
Nancy Binay (sitzend, 2.v.r.) auf dem offiziellen Foto der Senatsmitglieder (25. Juli 2022).

Nancy Binay reichte während ihrer bisherigen parlamentarischen Amtszeit 119 Gesetzentwürfe und 151 Resolutionen ein, in denen sie sich für die Interessen von Frauen und Kindern, Jugendlichen, älteren Menschen und Wohnraum für die Armen einsetzte. Es traten unter anderem drei Gesetzesentwürfe in Kraft, und zwar ein Gesetz zur Aufhebung des Verbrechens der vorzeitigen Eheschließung gemäß Artikel 251 des überarbeiteten Strafgesetzbuchs (Act Repealing the Crime of Premature Marriage, Republic Act R.A. 10655), das Gesetz zur Entwicklung der Zuckerrohrindustrie von 2015 (Sugarcane Industry Development Act, R.A. 10659) und ein Gesetz zur Ausweitung der Vorteile und Privilegien von Menschen mit Behinderung (Act Expanding the Benefits and Privileges of Persons with Disability, R.A. 10754). Als Vorsitzende des Senatsausschusses für soziale Gerechtigkeit, Wohlfahrt und ländliche Entwicklung unterstützte sie die Verabschiedung des Centenarians Act von 2016 (R.A. 10868). Als stellvertretende Vorsitzende des Ausschusses für soziale Gerechtigkeit, Wohlfahrt und ländliche Entwicklung unterstützte sie die Verabschiedung des Centenarians Act von 2016 (R.A. 10868). Sir war ferner Mitunterstützerin des Gesetzes über den erweiterten Mutterschaftsurlaub von 2017 (Expanded Maternity Leave Law, Senate Bill SB No. 1305), das Arbeitnehmerinnen unabhängig vom Zivilstand einen Mutterschaftsurlaub von 120 Tagen gewährt, sowie das Filipino Sign Language Act (SB Nr. 1455), das die philippinische Gebärdensprache zur nationalen Gebärdensprache der philippinischen Gehörlosen und zur offiziellen Gebärdensprache der Regierung bei allen Transaktionen mit Gehörlosen erklärt. Weitere Maßnahmen, die sie befürwortete, waren der Expanded NIPAS Act von 2017 (SB Nr. 1444), das Gesetz über die ersten 1000 Lebenstage (First 1000 Days of Life Bill, SB 1145); und die Änderung des Kommunalverwaltungsgesetzes, die unbefristete Stellen für Tourismusbeauftragte vorsieht (Local Government Act, SB 1565).